# Klieve
Klieve ist ein Ortsteil der Gemeinde Anröchte im Kreis Soest in Nordrhein-Westfalen.

## Geografie
Der Ort liegt rund drei Kilometer nordwestlich von Anröchte. Am westlichen Ortsrand kreuzt die Landstraße 808 die Landstraße 748. Der Sonnenbornbach fließt durch den Ort. Angrenzende Orte sind Seringhausen, Schmerlecke, Völlinghausen, Anröchte, Waltringhausen und Robringhausen.

## Geschichte
Die erste urkundliche Erwähnung Klieves stammt aus dem Jahre 1234. Der Ort gehörte später zur früheren „Herrlichkeit Mellrich“, dem heutigen Kirchspiel Mellrich.
Klieve war vor dem 1. Januar 1975 eine selbstständige Gemeinde im Amt Anröchte im Kreis Lippstadt. Mit Inkrafttreten des Münster/Hamm-Gesetzes wurden die Gemeinden des Amtes Anröchte zur neuen Gemeinde Anröchte und der Kreis Lippstadt mit dem bisherigen Kreis Soest zum neuen Kreis Soest zusammengeschlossen.

## Wappen
| Wappen von Klieve | Blasonierung: In Gold eine links ansteigende, grün-silbern geschachte Mauerstufe, rechts ein schwebender roter, aufwärts gerichteter Steinhauerschlegel. Beschreibung: Das Steinhauerhandwerk ist seit langer Zeit heimisch, darauf weist der Steinhauerschlegel hin. Die grünen Quader deuten auf den hier gewonnenen Grünsandstein hin. |

## Einwohnerentwicklung
Einwohnerstatistik von Klieve 1939 bis 2000:
| Jahr | Einwohner |
| ---- | --------- |
| 1939 | 225       |
| 1970 | 302       |
| 1990 | 283       |
| 2000 | 364       |

## Bauwerke

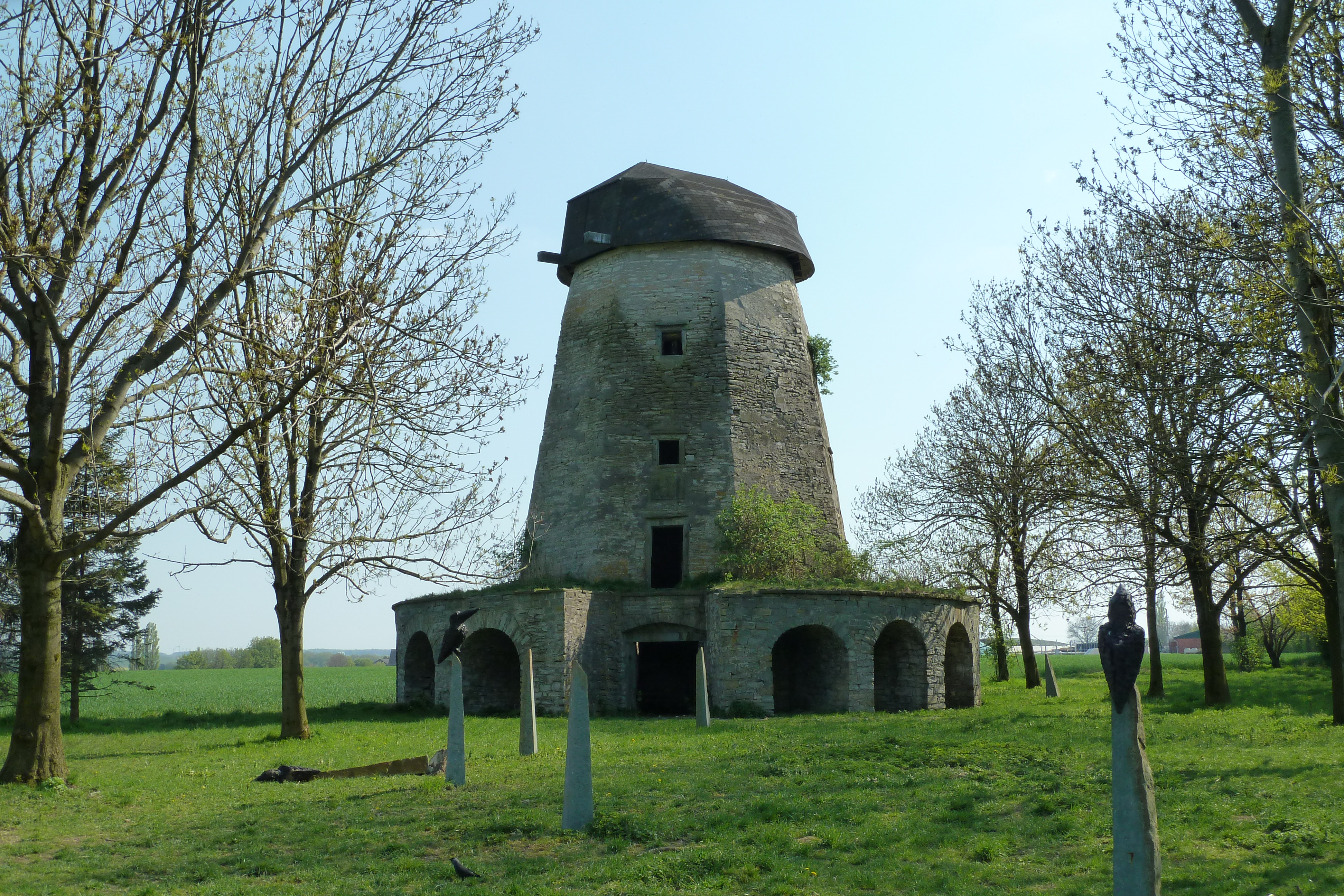
Windmühlenstumpf der Kliever Mühle

Zu den denkmalgeschützten Bauwerken in dem Ortsteil Klieve gehören der Windmühlenstumpf der Kliever Mühle, das Wegekreuz an der Mühle, die Kapelle St. Vinzenz aus dem Jahr 1868 sowie Haus Klieve (ehemaliges Wasserschloss).